# Pierwiosnek ślimakowaty
Pierwiosnek ślimakowaty, syn. p. miękki (Primula malacoides Franch) – gatunek należący do rodziny pierwiosnkowatych. Pochodzi z Chin (prowincje Kuejczou, Junnan i region autonomiczny Kuangsi) i Mjanmy:

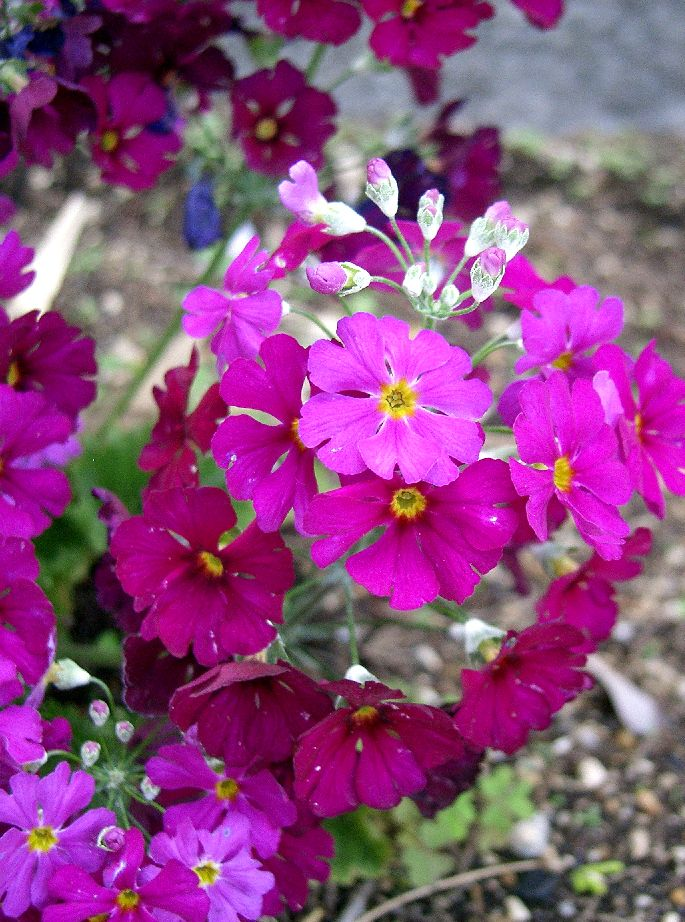

## Morfologia
PokrójRoślina roczna. Tworzy wielopiętrowe okółki z drobnych kwiatów o delikatnych odcieniach. Wystają one na długiej szypułce ponad liście.
LiścieOwalne, owłosione, bladozielone, mocno ząbkowane.
KwiatyPodobne do kwiatów pierwiosnka kubkowatego, ale mniej wonne, mniejsze.

## Zastosowanie
Roślina ozdobna, w Polsce ze względu na brak mrozoodporności (strefy mrozoodporności 8-11) jest uprawiana jako roślina pokojowa. Uprawiana jest w głównie szklarniach i sprzedawana w doniczkach w postaci kwitnących już roślin. Rozmnażana jest z nasion, które wysiewa się od czerwca do sierpnia, we wrześniu doniczkuje, w listopadzie przesadza do większych doniczek. Rozpoczyna kwitnienie od listopada do stycznia i sprzedawana jest w postaci kwitnących okazów. Może być też wysiewana w miesiącach od lutego do czerwca, po wschodzie pikowana do małych doniczek, jesienią do większych, a przez zimę przetrzymywana w chłodniejszym pomieszczeniu (temp. 10-13 st.C). Zakwita wówczas wiosną.